# Трудовые армии
Трудовые армии — военизированные формирования в Советской Республике, которые создавались в 1920–1921 годах на базе управлений (штабов), частей обеспечения и запасных частей РККА, а также неофициальное название системы принудительной трудовой повинности населения, призывавшегося в организованные по военному образцу трудовые подразделения в 1942–1946 годах и в послевоенное время.
Выделяют несколько периодов существования трудовых армий:
- трудовые армии 1920–1921 годов — собственно трудовая армия в советской историографии;
- трудовые армии 1930-х годов и 1942–1946 годов — официально считались частью ОГПУ-НКВД, а позже республиканских и областных МВД.